# Свечин, Александр Николаевич
Александр Николаевич Свечин (4.08.1859 — 1939) — действительный статский советник, камергер, дипломат.

## Биография
Родился в Дерпте в семье тайного советника Николая Ивановича Свечина (1815—1903) и Елизаветы Александровны Пестель (1839—1877), дочери подполковника Кавалергардского полка А. И. Пестеля.
С 1880 на дипломатической службе. Состоял в звании камер-юнкера при посольстве в Италии. В 1882 исполняющий делами 2-го секретаря миссии в Швейцарии, 28.04.1883 утверждён в этой должности.
С 7.07.1884 исполняющий делами 2-го секретаря, с 5.05.1887 — 2-й секретарь посольства в Османской империи. В 1891 пожалован в камер-юнкеры.
С 14.07.1893 2-й, а с 12.12.1897 — 1-й секретарь посольства во Франции. 15.05.1899 произведён в статские советники.
С 3.12.1902 — советник посольства в Константинополе (в 1912 недолгое время исполнял обязанности поверенного в делах).
С 1912 посланник в Нидерландах. В октябре 1917 находился в отпуске и его замещал первый секретарь миссии Г. Г. Бах. В силу морального потрясения, вызванного революционными событиями в России, а также в связи с ухудшением здоровья подал в отставку, уступив свой пост Г. Г. Баху.
После Октябрьской революции — в эмиграции, скончался в Риме, похоронен в Ницце на кладбище Кокад.